# Yeşilüzümlü, Fethiye
Yeşilüzümlü là một thị trấn thuộc huyện Fethiye, tỉnh Muğla, Thổ Nhĩ Kỳ. Dân số thời điểm năm 2011 là 2.284 người.